# ورزشگاه یوهان کرایف
ورزشگاه یوهان کرایف یک ورزشگاه فوتبال است که در سانت خئان دسپی، بارسلون، کاتالونیا، اسپانیا واقع شده‌است. نام این ورزشگاه به افتخار یوهان کرایف اسطوره تیم فوتبال بارسلونا انتخاب شده است.
این ورزشگاه یوفا رده ۳ است و ۶۰۰۰ هوادار را در خود جای داده‌است. به عنوان بخشی از پروژه اسپای بارسا، این جایگزینی برای مینی استادی است که پس از ساخت ورزشگاه تخریب شد.

## تاریخچه
ورزشگاه یوهان کرایف در ۱۴ سپتامبر ۲۰۱۷ زمین را شکست و در تابستان ۲۰۱۹ به پایان رسید. در ۲۷ اوت ۲۰۱۹ با یک بازی دوستانه بین تیم‌های زیر ۱۹ سال بارسلونا و آژاکس افتتاح شد. این مسابقه با نتیجه ۰–۲ به پایان رسید که آژاکس برنده شد. در ۲۶ اوت ۲۰۱۹، یک روز قبل از افتتاح رسمی ورزشگاه، بارسلونا با پرده‌برداری از مجسمه خود در نیوکمپ به کرایف ادای احترام کرد.